# Martina McBride
Pour les articles homonymes, voir McBride.
 (février 2008).
Si vous disposez d'ouvrages ou d'articles de référence ou si vous connaissez des sites web de qualité traitant du thème abordé ici, merci de compléter l'article en donnant les références utiles à sa vérifiabilité et en les liant à la section « Notes et références ».
Martina McBride est une chanteuse de musique country américaine née le 29 juillet 1966 à Sharon au Kansas. Son nom de naissance est Martina Mariea Schiff.

## Biographie
Martina McBride (née Schiff le 29 juillet 1966 à Medicine Lodge) est la troisième des quatre enfants d'un couple de fermiers du Kansas, Jeanne & Daryl Schiff.
Elle a commencé sa carrière musicale, dès son enfance en chantant  dans le groupe composé par sa famille (son père et ses frères) dans les salles de bal des environs. Son frère cadet est aujourd'hui guitariste à ses côtés.
Elle est mariée à John McBride depuis 1989, ingénieur du son et propriétaire d'un studio à Nashville. Ils ont trois filles, Delaney Katharine, Emma Justine, et Ava Rose Kathleen.
Après avoir enregistré un disque, elle l'a envoyé aux fameux studio d'enregistrement RCA. Ils lui ont fait tout de suite signer un contrat très avantageux.
Son premier album The time has come (le temps est venu) a été lancé, lors de son quatrième anniversaire de son mariage.
Le suivant the way that I am (c'est comme ça que je suis), qui a paru en 1993 a été un grand  succès commercial. L'une de ses chansons My baby loves me est monté jusqu'à la deuxième place dans les country charts.
L'album Evolution, que Martina McBride a lancé en 1997 est devenu son premier album qui s'est classé dans le Premier Dix Country Albums et son duo avec Jim Brickman a été son plus grand succès jusqu'à cette date.
En 1999, elle a remporté le CMA prix La chanteuse de l'année (best female vocalist of the year).
En 2001, McBride a lancé son album Grand Succès, suivi en 2003 de Martina.
Mais son plus grand succès a été jusqu'à présent son classique country musique album Au-dehors du temps (Timeless) paru en 2005.
En 2007, McBride a été invitée chez Fox comme juge dans le concours populaire American Idol.

### Albums
- 2018 - It's The Holiday Season
- 2016 - Reckless
- 2014 - Everlasting
- 2011 - Eleven
- 2009 - Shine
- 2007 - Waking Up Laughing
- 2005 - Timeless
- 2003 - Martina
- 1999 - Emotion
- 1998 - White Christmas
- 1997 - Evolution
- 1995 - Wild Angels
- 1993 - The Way That I Am
- 1992 - The Time Has Come

Source: Site officiel de Martina McBride

### Sources
(février 2008).
- (en) « Martina McBride » sur PoemHunter.com
- (en) http://www.martina-mcbride.com/index.shtml  Site officiel.